# Рослини Червоної книги Республіки Адигея
Список рослин Червоної книги Адигеї наведений за другим виданням Червоної книги Республіки Адигея 2012 року.
На території Республіки Адигея росте близько 2000 видів рослин, багато з яких зустрічаються тільки в Адигеї. 76 видів рослин і грибів Адигеї внесені до Червоної книги Російської Федерації. 33 види рослин і грибів підпадають під дію міжнародних конвенцій та угод або внесені до Червоного списку Міжнародного союзу охорони природи (МСОП).
Перше видання Червоної книги Республіки Адигея вийшло 2000 року. До списку Червоної книги Республіки Адигея видання 2012 року входять 119 видів судинних рослин, 21 вид мохів і 56 видів грибів, лишайників і грибоподібних організмів.

## Судинні рослини
| № п/п | № у книзі | Назва у книзі                     | Російська назва                             | Українська назва                                                                                | Валідна назва                             | Категорія                | Родина           |
| ----- | --------- | --------------------------------- | ------------------------------------------- | ----------------------------------------------------------------------------------------------- | ----------------------------------------- | ------------------------ | ---------------- |
| 1     | 115       | Alopecurus tiflisiensis           | Лисохвост тифлисский                        |                                                                                                 | Alopecurus textilis                       | Уразливі                 | Poaceae          |
| 2     | 88        | Anacamptis pyramidalis            | Анакамптис пирамидальный                    | плодоріжка пірамідальна, зозулинець гостроверхий                                                | Anacamptis pyramidalis                    | Рідкісні                 | Orchidaceae      |
| 3     | 27        | Androsace albana                  | Проломник албанский                         |                                                                                                 | Androsace albana                          | Рідкісні                 | Primulaceae      |
| 4     | 13        | Anemone blanda                    | Ветреница нежная                            |                                                                                                 | Anemone blanda                            | Під загрозою зникнення   | Ranunculaceae    |
| 5     | 43        | Angelica tatianae                 | Дудник Татьяны                              |                                                                                                 | Angelica tatianae                         | Під загрозою зникнення   | Apiaceae         |
| 6     | 44        | Arafoe aromatica                  | Арафё ароматная                             |                                                                                                 | Arafoe aromatica                          | Уразливі                 | Apiaceae         |
| 7     | 10        | Aristolochia steupii              | Кирказон Штейпа                             |                                                                                                 | Aristolochia steupii                      | Рідкісні                 | Aristolochiaceae |
| 8     | 3         | Asplenium adiantum-nigrum         | Костенец черный                             | селезінник чорний, аспленій чорний                                                              | Asplenium adiantum-nigrum                 | Уразливі                 | Aspleniaceae     |
| 9     | 4         | Asplenium woronowii               | Костенец Воронова                           |                                                                                                 | Asplenium cuneifolium subsp. woronowii    | Під загрозою зникнення   | Aspleniaceae     |
| 10    | 53        | Atropa caucasica                  | Красавка кавказская                         |                                                                                                 | Atropa belladonna subsp. caucasica        | Спеціально контрольовані | Solanaceae       |
| 11    | 15        | Berberis vulgaris                 | Барбарис обыкновенный                       | барбарис звичайний                                                                              | Berberis vulgaris                         | Рідкісні                 | Berberidaceae    |
| 12    | 60        | Betonica nivea                    | Буквица снежная                             |                                                                                                 | Stachys discolor                          | Під загрозою зникнення   | Lamiaceae        |
| 13    | 21        | Buxus colchica                    | Самшит колхидский                           |                                                                                                 | Buxus sempervirens                        | Під загрозою зникнення   | Buxaceae         |
| 14    | 64        | Campanula autraniana              | Колокольчик Отрана                          |                                                                                                 | Campanula autraniana                      | Уразливі                 | Campanulaceae    |
| 15    | 65        | Campanula pendula                 | Колокольчик поникающий                      |                                                                                                 | Campanula pendula                         | Уразливі                 | Campanulaceae    |
| 16    | 113       | Carex elata                       | Осока высокая                               | осока висока, осока сторчова, осока тверда                                                      | Carex elata                               | Уразливі                 | Cyperaceae       |
| 17    | 24        | Castanea sativa                   | Каштан посевной                             | каштан їстівний                                                                                 | Castanea sativa                           | Уразливі                 | Fagaceae         |
| 18    | 46        | Centaurium pulchellum             | Золототысячник красивый                     | золототисячник гарненький, центурія гарненька                                                   | Centaurium pulchellum                     | Рідкісні                 | Gentianaceae     |
| 19    | 89        | Cephalanthera damasonium          | Пыльцеголовник крупноцветковый              | булатка великоцвіта, булавочник білий, булатка бліда, булатка блідна, булатка великоквіткова    | Cephalanthera damasonium                  | Рідкісні                 | Orchidaceae      |
| 20    | 90        | Cephalanthera longifolia          | Пыльцеголовник длиннолистный                | булатка довголиста, булавочник довголистий, булатка мечолиста                                   | Cephalanthera longifolia                  | Рідкісні                 | Orchidaceae      |
| 21    | 91        | Cephalanthera rubra               | Пыльцеголовник красный                      | булатка червона, булавочник червоний                                                            | Cephalanthera rubra                       | Рідкісні                 | Orchidaceae      |
| 22    | 45        | Cervaria aegopodioides            | Цервария снытевидная                        |                                                                                                 | Cervaria aegopodioides                    | Недостатньо вивчені      | Apiaceae         |
| 23    | 5         | Ceterach officinarum              | Скребница аптечная                          |                                                                                                 | Asplenium ceterach                        | Рідкісні                 | Aspleniaceae     |
| 24    | 40        | Chamaecytisus wulffi              | Мелкоракитник Вульфа                        |                                                                                                 | Cytisus wulfii                            | У критичному стані       | Fabaceae         |
| 25    | 73        | Colchicum speciosum               | Безвременник великолепный                   |                                                                                                 | Colchicum speciosum                       | Уразливі                 | Colchicaceae     |
| 26    | 74        | Colchicum umbrosum                | Безвременник теневой                        | пізньоцвіт затінковий, пізноцвіт тіньовий, пізньоцвіт тіньовий                                  | Colchicum umbrosum                        | Уразливі                 | Colchicaceae     |
| 27    | 19        | Corydalis emanueli                | Хохлатка Эмануеля                           |                                                                                                 | Corydalis emanuelii                       | У критичному стані       | Papaveraceae     |
| 28    | 25        | Corylus colurna                   | Орех медвежий, лещина древовидная           | ліщина турецька, ліщина ведмежа                                                                 | Corylus colurna                           | Під загрозою зникнення   | Betulaceae       |
| 29    | 75        | Crocus reticulatus                | Шафран сетчатый                             | шафран сітчастий                                                                                | Crocus reticulatus                        | Уразливі                 | Iridaceae        |
| 30    | 76        | Crocus speciosus                  | Шафран прекрасный                           | шафран гарний, шафран гарновидий, шафран красивий, шафран прегарний                             | Crocus speciosus                          | Уразливі                 | Iridaceae        |
| 31    | 77        | Crocus vallicola                  | Шафран долинный                             |                                                                                                 | Crocus vallicola                          | У критичному стані       | Iridaceae        |
| 32    | 2         | Cryptogramma crispa               | Скрытокучница курчавая                      |                                                                                                 | Cryptogramma crispa                       | Рідкісні                 | Pteridaceae      |
| 33    | 28        | Cyclamen coum subsp. caucasicum   | Цикламен кавказский                         | цикламен причорноморський підвид кавказький                                                     | Cyclamen coum subsp. caucasicum           | Спеціально контрольовані | Primulaceae      |
| 34    | 7         | Cystopteris regia                 | Пузырник великолепный                       |                                                                                                 | Cystopteris regia                         | Уразливі                 | Woodsiaceae      |
| 35    | 92        | Dactylorhiza flavescens           | Пальчатокорник желтоватый                   |                                                                                                 | Dactylorhiza romana subsp. georgica       | Під загрозою зникнення   | Orchidaceae      |
| 36    | 93        | Dactylorhiza urvilleana           | Пальчатокоренник Дюрвиля                    |                                                                                                 | Dactylorhiza urvilleana                   | Рідкісні                 | Orchidaceae      |
| 37    | 31        | Daphne albowiana                  | Волчеягодник Альбова (Волчник)              |                                                                                                 | Daphne pontica subsp. haematocarpa        | Під загрозою зникнення   | Thymelaeaceae    |
| 38    | 32        | Daphne circassica                 | Волчник черкесский (Волчеягодник)           |                                                                                                 | Daphne sericea subsp. circassica          | Під загрозою зникнення   | Thymelaeaceae    |
| 39    | 33        | Daphne pseudosericea              | Волчник ложношелковистый (Волчеягодник)     |                                                                                                 | Daphne sericea subsp. pseudosericea       | Під загрозою зникнення   | Thymelaeaceae    |
| 40    | 30        | Datisca cannabina                 | Датиска коноплевая                          |                                                                                                 | Datisca cannabina                         | Під загрозою зникнення   | Datiscaceae      |
| 41    | 1         | Diphasiastrum alpinum             | Двурядник альпийский                        | зелениця альпійська, діфазіаструм альпійський, плаун альпійський, п'ядич альпейський            | Diphasiastrum alpinum                     | Рідкісні                 | Lycopodiaceae    |
| 42    | 57        | Diphelypaea coccinea              | Дифелипея красная                           |                                                                                                 | Diphelypaea coccinea                      | У критичному стані       | Orobanchaceae    |
| 43    | 94        | Epipactis palustris               | Дремлик болотный                            | коручка болотяна, дремлик болотяний, коручка болотна                                            | Epipactis palustris                       | Уразливі                 | Orchidaceae      |
| 44    | 95        | Epipogium aphyllum                | Надбородник безлистный                      | надбородник безлистий, бородиш безлистий, бородиш звичайний                                     | Epipogium aphyllum                        | Уразливі                 | Orchidaceae      |
| 45    | 80        | Eremurus spectabilis              | Эремурус замечательный                      | ширяш показний, еремур гарний, еремур показний                                                  | Eremurus spectabilis                      | У критичному стані       | Xanthorrhoeaceae |
| 46    | 69        | Erythronium caucasicum            | Кандык кавказский                           |                                                                                                 | Erythronium caucasicum                    | Уразливі                 | Liliaceae        |
| 47    | 23        | Euonymus leiophloea               | Бересклет гладкокорый                       |                                                                                                 | Euonymus leiophloea                       | Рідкісні                 | Celastraceae     |
| 48    | 116       | Festuca sommieri                  | Овсяница Сомье                              |                                                                                                 | Festuca sommieri                          | Рідкісні                 | Poaceae          |
| 49    | 70        | Fritillaria caucasica             | Рябчик кавказский                           |                                                                                                 | Fritillaria caucasica                     | Під загрозою зникнення   | Liliaceae        |
| 50    | 81        | Galanthus alpinus                 | Подснежник альпийский                       |                                                                                                 | Galanthus alpinus                         | Рідкісні                 | Amaryllidaceae   |
| 51    | 82        | Galanthus woronowii               | Подснежник Воронова                         |                                                                                                 | Galanthus woronowii                       | Уразливі                 | Amaryllidaceae   |
| 52    | 39        | Genista compacta                  | Дрок плотный                                |                                                                                                 | Genista compacta                          | Уразливі                 | Fabaceae         |
| 53    | 47        | Gentiana aquatica                 | Горечавка водная                            |                                                                                                 | Gentiana aquatica                         | Рідкісні                 | Gentianaceae     |
| 54    | 48        | Gentiana nivalis                  | Горечавка снежная                           | тирлич сніговий                                                                                 | Gentiana nivalis                          | Уразливі                 | Gentianaceae     |
| 55    | 49        | Gentiana oschtenica               | Горечавка оштенская                         |                                                                                                 | Gentiana oschtenica                       | Рідкісні                 | Gentianaceae     |
| 56    | 50        | Gentianella umbellata             | Горечавочка зонтичная                       |                                                                                                 | Gentianella umbellata                     | Уразливі                 | Gentianaceae     |
| 57    | 51        | Gentianopsis blepharophora        | Горечавник ресниценосный                    |                                                                                                 | Gentianopsis ciliata subsp. blepharophora | Рідкісні                 | Gentianaceae     |
| 58    | 78        | Gladiolus tenuis                  | Шпажник тонкий                              | косарики тонкі                                                                                  | Gladiolus tenuis                          | Рідкісні                 | Iridaceae        |
| 59    | 59        | Globularia trichosantha           | Шаровница волосоцветковая                   | кулівниця волосистоцвіта, кулівниця вузькопелюсткова                                            | Globularia trichosantha                   | Уразливі                 | Plantaginaceae   |
| 60    | 96        | Goodyera repens                   | Гудайера ползучая                           | однобічник повзучий, вертлик повзучий, гудайєра повзуча, ґудієра болотяна, гудієра повзуча      | Goodyera repens                           | Рідкісні                 | Orchidaceae      |
| 61    | 66        | Grossheimia polyphylla            | Гроссгеймия многолистная                    |                                                                                                 | Centaurea resupinata subsp. lagascae      | Рідкісні                 | Asteraceae       |
| 62    | 68        | Hydrocharis morsus-ranae          | Водокрас обыкновенный, Водокрас лягушачий   | жабурник звичайний                                                                              | Hydrocharis morsus-ranae                  | Рідкісні                 | Hydrocharitaceae |
| 63    | 22        | Ilex colchica                     | Падуб колхидский                            |                                                                                                 | Ilex colchica                             | Рідкісні                 | Aquifoliaceae    |
| 64    | 79        | Iris aphylla                      | Касатик безлистный                          | півники безлисті, коситень голобильний, півники голостеблі                                      | Iris aphylla                              | Рідкісні                 | Iridaceae        |
| 65    | 9         | Juniperus sabina                  | Можжевельник казацкий                       | яловець козацький                                                                               | Juniperus sabina                          | Рідкісні                 | Cupressaceae     |
| 66    | 67        | Jurinea levieri                   | Наголоватка Левье                           |                                                                                                 | Jurinea levieri                           | Рідкісні                 | Asteraceae       |
| 67    | 83        | Leucojum aestivum                 | Белоцветник летний                          | білоцвіт літній                                                                                 | Leucojum aestivum                         | Уразливі                 | Amaryllidaceae   |
| 68    | 71        | Lilium kesselringianum            | Лилия Кессельринга                          |                                                                                                 | Lilium kesselringianum                    | Уразливі                 | Liliaceae        |
| 69    | 72        | Lilium martagon subsp. caucasicum | Лилия кавказская                            | лілія лісова, лелія лісова підвид кавказький                                                    | Lilium martagon var. martagon             | Під загрозою зникнення   | Liliaceae        |
| 70    | 97        | Limodorum abortivum               | Лимодорум недоразвитый                      | недозрілка фіолетова, лімодорум недорозвинений, лімодорум недорозвинутий                        | Limodorum abortivum                       | Уразливі                 | Orchidaceae      |
| 71    | 98        | Listera cordata                   | Тайник сердцевидный                         | зозулині сльози серцелисті                                                                      | Neottia cordata                           | Уразливі                 | Orchidaceae      |
| 72    | 99        | Listera ovata                     | Тайник яйцевидный                           | зозулині сльози яйцелисті, задвійник лісовий, задвійник яйцелистий, зозулині сльози яйцеподібні | Listera ovata                             | Рідкісні                 | Orchidaceae      |
| 73    | 52        | Menyanthes trifoliata             | Вахта трехлистная                           | бобівник трилистий                                                                              | Menyanthes trifoliata                     | У критичному стані       | Menyanthaceae    |
| 74    | 20        | Minuartia rhodocalyx              | Минуарция красночашечная                    |                                                                                                 | Minuartia rhodocalyx                      | Рідкісні                 | Caryophyllaceae  |
| 75    | 84        | Muscari coeruleum                 | Мускари голубой, ложномускари голубой       |                                                                                                 | Pseudomuscari coeruleum                   | Рідкісні                 | Asparagaceae     |
| 76    | 85        | Muscari pallens                   | Мышиный гиацинт бледный                     |                                                                                                 | Pseudomuscari pallens                     | Уразливі                 | Asparagaceae     |
| 77    | 11        | Nuphar lutea                      | Кубышка желтая                              | глечики жовті                                                                                   | Nuphar lutea                              | Рідкісні                 | Nymphaeaceae     |
| 78    | 12        | Nymphaea alba                     | Кувшинка белая                              | латаття біле                                                                                    | Nymphaea alba                             | Рідкісні                 | Nymphaeaceae     |
| 79    | 55        | Omphalodes lojkae                 | Омфалодес Лойка                             |                                                                                                 | Omphalodes lojkae                         | Рідкісні                 | Boraginaceae     |
| 80    | 100       | Orchis coriophora                 | Ятрышник клопоносный                        | зозулинець блощичний, зазулинець блощичний                                                      | Anacamptis coriophora                     | Уразливі                 | Orchidaceae      |
| 81    | 101       | Orchis mascula                    | Ятрышник мужской                            | зозулинець чоловічий, зазулинець гожий                                                          | Orchis mascula                            | Уразливі                 | Orchidaceae      |
| 82    | 102       | Orchis militaris                  | Ятрышник шлемоносный                        | зозулинець шоломоносний, зазулинець прямик                                                      | Orchis militaris                          | Уразливі                 | Orchidaceae      |
| 83    | 103       | Orchis pallens                    | Ятрышник бледный                            | зозулинець блідий                                                                               | Orchis pallens                            | У критичному стані       | Orchidaceae      |
| 84    | 104       | Orchis picta                      | Ятрышник раскрашенный                       | зозулинець барвистий, зозулинець розмальований                                                  | Orchis picta                              | Під загрозою зникнення   | Orchidaceae      |
| 85    | 105       | Orchis purpurea                   | Ятрышник пурпурный                          | зозулинець пурпуровий                                                                           | Orchis purpurea                           | Уразливі                 | Orchidaceae      |
| 86    | 106       | Orchis simia                      | Ятрышник обезьяний                          | зозулинець мавпячий                                                                             | Orchis simia                              | Під загрозою зникнення   | Orchidaceae      |
| 87    | 107       | Orchis spitzelii                  | Ятрышник Шпицеля                            |                                                                                                 | Orchis spitzelii                          | У критичному стані       | Orchidaceae      |
| 88    | 108       | Orchis tridentata                 | Ятрышник трехзубчатый                       | зозулинець тризубчастий, зозулинець тризубий                                                    | Neotinea tridentata                       | Уразливі                 | Orchidaceae      |
| 89    | 26        | Ostrya carpinifolia               | Хмелеграб обыкновенный                      | хмелеграб звичайний                                                                             | Ostrya carpinifolia                       | Під загрозою зникнення   | Betulaceae       |
| 90    | 16        | Paeonia arietina                  | Пион баранорогий                            |                                                                                                 | Paeonia arietina                          | У критичному стані       | Paeoniaceae      |
| 91    | 17        | Paeonia caucasica                 | Пион кавказский                             |                                                                                                 | Paeonia daurica subsp. coriifolia         | Рідкісні                 | Paeoniaceae      |
| 92    | 18        | Papaver oreophilum                | Мак горный                                  |                                                                                                 | Papaver oreophilum                        | У критичному стані       | Papaveraceae     |
| 93    | 61        | Phlomis taurica                   | Зопник крымский                             | залізняк кримський                                                                              | Phlomis herba-venti subsp. pungens        | Уразливі                 | Lamiaceae        |
| 94    | 58        | Pinguicula vulgaris               | Жирянка обыкновенная                        | товстянка звичайна                                                                              | Pinguicula vulgaris                       | Рідкісні                 | Lentibulariaceae |
| 95    | 109       | Platanthera bifolia               | Любка двулистная                            | любка дволиста                                                                                  | Platanthera bifolia                       | Уразливі                 | Orchidaceae      |
| 96    | 110       | Platanthera chlorantha            | Любка зеленоцветная                         | любка зеленоцвіта, любка зеленоквіткова                                                         | Platanthera chlorantha                    | Уразливі                 | Orchidaceae      |
| 97    | 114       | Potamogeton alpinus               | Рдест альпийский                            | рдесник альпійський, жабурник альпейський, рдесник альпейський                                  | Potamogeton alpinus                       | Під загрозою зникнення   | Potamogetonaceae |
| 98    | 34        | Potentilla divina                 | Лапчатка чудесная                           |                                                                                                 | Potentilla divina                         | Рідкісні                 | Rosaceae         |
| 99    | 35        | Pyracantha coccinea               | Пираканта красная                           | глодівець червоний, піраканта червона                                                           | Pyracantha coccinea                       | У критичному стані       | Rosaceae         |
| 100   | 14        | Ranunculus helenae                | Лютик Елены                                 |                                                                                                 | Ranunculus helenae                        | Рідкісні                 | Ranunculaceae    |
| 101   | 87        | Ruscus colchicus                  | Иглица колхидская                           |                                                                                                 | Ruscus colchicus                          | Рідкісні                 | Asparagaceae     |
| 102   | 86        | Scilla bifolia                    | Пролеска двулистная                         | проліски дволисті, луківка двулиста, проліска дволиста                                          | Scilla bifolia                            | Рідкісні                 | Asparagaceae     |
| 103   | 54        | Scopolia caucasica                | Скополия кавказская                         |                                                                                                 | Scopolia caucasica                        | Рідкісні                 | Solanaceae       |
| 104   | 117       | Secale kuprijanovii               | Рожь Куприянова                             |                                                                                                 | Secale strictum subsp. kuprijanovii       | Уразливі                 | Poaceae          |
| 105   | 36        | Sorbus subfusca                   | Рябина буроватая                            |                                                                                                 | Sorbus subfusca                           | Рідкісні                 | Rosaceae         |
| 106   | 41        | Staphylea colchica                | Клекачка колхидская                         | клокичка колхідська                                                                             | Staphylea colchica                        | Недостатньо вивчені      | Staphyleaceae    |
| 107   | 42        | Staphylea pinnata                 | Клекачка перистая                           | клокичка пірчаста, клокичка периста                                                             | Staphylea pinnata                         | Уразливі                 | Staphyleaceae    |
| 108   | 111       | Steveniella satyrioides           | Стевениелла сатириовидная                   | стевенієла південна, стевенієла сатиріовидна                                                    | Steveniella satyrioides                   | У критичному стані       | Orchidaceae      |
| 109   | 118       | Stipa pennata                     | Ковыль перистый                             | ковила пірчаста, ковила звичайна                                                                | Stipa pennata                             | Під загрозою зникнення   | Poaceae          |
| 110   | 119       | Stipa pulcherrima                 | Ковыль красивейший                          | ковила найгарніша, ковила найкрасивіша                                                          | Stipa pulcherrima                         | Під загрозою зникнення   | Poaceae          |
| 111   | 8         | Taxus baccata                     | Тисс ягодный                                | тис звичайний, негній-дерево                                                                    | Taxus baccata                             | Уразливі                 | Taxaceae         |
| 112   | 62        | Thymus majkopensis                | Тимьян майкопский                           |                                                                                                 | Thymus majkopensis                        | Рідкісні                 | Lamiaceae        |
| 113   | 63        | Thymus marschallianus             | Тимьян Маршалла (степная богородская трава) | чебрець Маршалла, чабрик великий, чебрець Маршаллів                                             | Thymus pulegioides subsp. pannonicus      | Рідкісні                 | Lamiaceae        |
| 114   | 38        | Trapa maeotica                    | Чилим азовский                              | водяні горіхи приазовські, водяний горіх азовський                                              | Trapa maeotica                            | Під загрозою зникнення   | Lythraceae       |
| 115   | 112       | Traunsteinera sphaerica           | Траунштейнера сферическая                   |                                                                                                 | Traunsteinera sphaerica                   | Рідкісні                 | Orchidaceae      |
| 116   | 56        | Veronica telephiifolia            | Вероника телефиумолистная, Вероника мелкая  |                                                                                                 | Veronica telephiifolia                    | У критичному стані       | Plantaginaceae   |
| 117   | 29        | Vitis sylvestris                  | Виноград лесной                             | виноград лісовий                                                                                | Vitis vinifera subsp. sylvestris          | Рідкісні                 | Vitaceae         |
| 118   | 6         | Woodsia fragilis                  | Вудсия ломкая                               |                                                                                                 | Woodsia mollis                            | Уразливі                 | Woodsiaceae      |
| 119   | 37        | Woronowia speciosa                | Вороновия прекрасная                        |                                                                                                 | Woronowia speciosa                        | Під загрозою зникнення   | Rosaceae         |

## Мохоподібні
| № п/п | № у книзі | Назва у книзі                      | Російська назва                                 | Українська назва      | Валідна назва                      | Категорія | Родина           |
| ----- | --------- | ---------------------------------- | ----------------------------------------------- | --------------------- | ---------------------------------- | --------- | ---------------- |
| 1     | 139       | Antitrichia curtipendula           | Антитрихия повисшая                             | антітріхія звисла     | Antitrichia curtipendula           | Уразливі  | Leucodontaceae   |
| 2     | 130       | Barbula crocea                     | Барбула шафранножелтая                          | барбула шафранова     | Barbula crocea                     | Уразливі  | Pottiaceae       |
| 3     | 127       | Buxbaumia viridis                  | Буксбаумия зеленая                              | буксбаумія зелена     | Buxbaumia viridis                  | Рідкісні  | Buxbaumiaceae    |
| 4     | 131       | Cinclidotus riparius               | Цинклидотус береговой                           |                       | Cinclidotus riparius               | Рідкісні  | Cinclidotaceae   |
| 5     | 140       | Claopodium rostratum               | Клаоподиум длинноклювый [Аномодон длинноклювый] |                       | Claopodium rostratum               | Рідкісні  | Thuidiaceae      |
| 6     | 123       | Cololejeunea calcarea              | Кололеженеа известняковая                       | кололеженея вапнякова | Cololejeunea calcarea              | Уразливі  | Lejeuneaceae     |
| 7     | 124       | Cololejeunea rossetiana            | Кололеженеа Роззети                             | кололеженея Россета   | Cololejeunea rossettiana           | Уразливі  | Lejeuneaceae     |
| 8     | 129       | Dicranum viride                    | Дикран зеленый                                  | дікранум зелений      | Dicranum viride                    | Уразливі  | Dicranaceae      |
| 9     | 120       | Frullania bolanderi                | Фруллания Боландера                             |                       | Frullania bolanderi                | Рідкісні  | Jubulaceae       |
| 10    | 121       | Frullania parvistipula             | Фруллания мелколисточковая                      |                       | Frullania parvistipula             | Уразливі  | Jubulaceae       |
| 11    | 128       | Grimmia teretinervis               | Гриммия вальковатожилковая                      |                       | Grimmia teretinervis               | Уразливі  | Grimmiaceae      |
| 12    | 122       | Jubula hutchinsiae subsp. javanica | Юбула Хатчинса подвид яванская                  |                       | Jubula hutchinsiae subsp. javanica | Уразливі  | Jubulaceae       |
| 13    | 137       | Lescuraea plicata                  | Лекерея складчатая                              | лекереа пофалдована   | Lescuraea plicata                  | Рідкісні  | Leskeaceae       |
| 14    | 136       | Leucodon flagellaris               | Леукодон флагелленосный                         |                       | Leucodon flagellaris               | Рідкісні  | Leucodontaceae   |
| 15    | 126       | Liochlaena subulata                | Лиохлена шиловидная                             |                       | Liochlaena subulata                | Рідкісні  | Jungermanniaceae |
| 16    | 138       | Neckera pennata                    | Неккера перистая                                | некера периста        | Neckera pennata                    | Уразливі  | Neckeraceae      |
| 17    | 133       | Orthotrichum vladikavkanum         | Ортотрихум владикавказский                      |                       | Orthotrichum vladikavkanum         | Уразливі  | Orthotrichaceae  |
| 18    | 125       | Scapania verrucosa                 | Скапания бородавчатая                           |                       | Scapania verrucosa                 | Рідкісні  | Scapaniaceae     |
| 19    | 132       | Syntrichia papillosa               | Синтрихия папиллозная                           |                       | Syntrichia papillosa               | Уразливі  | Pottiaceae       |
| 20    | 135       | Trachycystis ussuriensis           | Трахицистис уссурийский                         |                       | Trachycystis ussuriensis           | Рідкісні  | Mniaceae         |
| 21    | 134       | Ulota coarctata                    | Улота суживающаяся                              | улота стиснута        | Ulota coarctata                    | Рідкісні  | Orthotrichaceae  |

## Гриби, лишайники і грибоподібні організми
| № п/п | № у книзі | Назва у книзі               | Російська назва                                           | Українська назва                                       | Валідна назва               | Категорія                | Родина             |
| ----- | --------- | --------------------------- | --------------------------------------------------------- | ------------------------------------------------------ | --------------------------- | ------------------------ | ------------------ |
| 1     | 141       | Amylolepiota lignicola      | Амилолепиота древесинная, Чешуйница древесинная           |                                                        | Leucopholiota lignicola     | Уразливі                 | Tricholomataceae   |
| 2     | 190       | Anaptychia crinalis         | Анаптихия волосовидная                                    |                                                        | Anaptychia crinalis         | Рідкісні                 | Physciaceae        |
| 3     | 148       | Boletus fechtneri           | Болет Фехтнера                                            |                                                        | Boletus fechtneri           | У критичному стані       | Boletaceae         |
| 4     | 149       | Boletus rubrosanguineus     | Болет кроваво- красный                                    |                                                        | Boletus rubrosanguineus     | У критичному стані       | Boletaceae         |
| 5     | 150       | Boletus torosus             | Болет мясистый                                            |                                                        | Boletus torosus             | У критичному стані       | Boletaceae         |
| 6     | 164       | Bondarzewia mesenterica     | Бондарцевия пленчатая                                     |                                                        | Bondarzewia mesenterica     | Уразливі                 | Bondarzewiaceae    |
| 7     | 170       | Cetrelia alaskana           | Цетрелия аляскинская                                      |                                                        | Cetrelia alaskana           | Рідкісні                 | Parmeliaceae       |
| 8     | 195       | Chaenotheca gracilenta      | Хенотека изящненькая                                      |                                                        | Chaenotheca gracilenta      | Недостатньо вивчені      | Coniocybaceae      |
| 9     | 169       | Chaenothecopsis consociata  | Хенотекопсис объединенный                                 |                                                        | Chaenothecopsis consociata  | Рідкісні                 | Mycocaliciaceae    |
| 10    | 155       | Clavariadelphus pistillaris | Рогатик пестиковый                                        | клаваріадельф товкачиковий                             | Clavariadelphus pistillaris | Під загрозою зникнення   | Clavariadelphaceae |
| 11    | 180       | Collema euthallinum         | Коллема талломнейшая                                      |                                                        | Collema euthallinum         | Уразливі                 | Collemataceae      |
| 12    | 142       | Cortinarius arcuatorum      | Паутинник дугообразный                                    |                                                        | Cortinarius arcuatorum      | У критичному стані       | Cortinariaceae     |
| 13    | 143       | Cortinarius saporatus       | Паутинник лакомый                                         |                                                        | Cortinarius saporatus       | У критичному стані       | Cortinariaceae     |
| 14    | 188       | Fuscopannaria mediterranea  | Фускопаннария средиземноморская                           |                                                        | Fuscopannaria mediterranea  | Рідкісні                 | Pannariaceae       |
| 15    | 157       | Ganoderma lucidum           | Трутовик лакированный, Ганодерма блестящая                | трутовик лакований, ганодерма блискуча                 | Ganoderma lucidum           | Уразливі                 | Ganodermataceae    |
| 16    | 158       | Grifola frondosa            | Грифола курчавая, гриб-баран                              | грифола кучерявенька, гриб-баран                       | Grifola frondosa            | Під загрозою зникнення   | Meripilaceae       |
| 17    | 178       | Gyalectidium caucasicum     | Гиалектидиум кавказский                                   |                                                        | Gyalectidium caucasicum     | Рідкісні                 | Gomphillaceae      |
| 18    | 179       | Gyalectidium setiferum      | Гиалектидиум щетинконосный                                |                                                        | Gyalectidium setiferum      | Уразливі                 | Gomphillaceae      |
| 19    | 153       | Gyroporus castaneus         | Гиропор каштановый                                        | гіропор каштановий, заячий гриб                        | Gyroporus castaneus         | Під загрозою зникнення   | Gyroporaceae       |
| 20    | 154       | Gyroporus cyanescens        | Гиропорус синеющий                                        | гіропор березовий синіючий                             | Gyroporus cyanescens        | Уразливі                 | Gyroporaceae       |
| 21    | 160       | Hapalopilus croceus         | Гапалопилюс шафранный                                     |                                                        | Hapalopilus croceus         | У критичному стані       | Polyporaceae       |
| 22    | 165       | Hericium alpestre           | Ежовик альпийский                                         |                                                        | Hericium alpestre           | У критичному стані       | Hericiaceae        |
| 23    | 166       | Hericium coralloides        | Гериций коралловидный, коралловый гриб, Ежовик коралловый | герицій коралоподібний                                 | Hericium coralloides        | Рідкісні                 | Hericiaceae        |
| 24    | 167       | Hericium erinaceus          | Ежевик гребенчатый                                        |                                                        | Hericium erinaceus          | У критичному стані       | Hericiaceae        |
| 25    | 144       | Hygrocybe calyptriformis    | Гигроцибе колпачковидная                                  | гігроцибе ковпакоподібна                               | Hygrocybe calyptriformis    | У критичному стані       | Hygrophoraceae     |
| 26    | 145       | Hygrocybe swanetica         | Гигроцибе сванетская                                      |                                                        | Hygrocybe swanetica         | Під загрозою зникнення   | Hygrophoraceae     |
| 27    | 146       | Hygrophorus poetarum        | Гигрофор поэтичный                                        |                                                        | Hygrophorus poetarum        | У критичному стані       | Hygrophoraceae     |
| 28    | 181       | Leptogium burnetiae         | Лептогиум Бурнета                                         |                                                        | Leptogium burnetiae         | Рідкісні                 | Collemataceae      |
| 29    | 182       | Leptogium hildenbrandii     | Лептогиум Гильденбранда                                   |                                                        | Leptogium hildenbrandii     | Уразливі                 | Collemataceae      |
| 30    | 171       | Letharia vulpina            | Летария лисья                                             |                                                        | Letharia vulpina            | Уразливі                 | Parmeliaceae       |
| 31    | 183       | Lobaria amplissima          | Лобария широчайшая                                        |                                                        | Lobaria amplissima          | Рідкісні                 | Lobariaceae        |
| 32    | 184       | Lobaria pulmonaria          | Лобария легочная                                          | лобарія легеневоподібна                                | Lobaria pulmonaria          | Спеціально контрольовані | Lobariaceae        |
| 33    | 185       | Lobaria virens              | Лобария зеленеющая                                        |                                                        | Lobaria virens              | Рідкісні                 | Lobariaceae        |
| 34    | 172       | Menegazzia terebrata        | Менегацция пробуравленная                                 |                                                        | Menegazzia terebrata        | Рідкісні                 | Parmeliaceae       |
| 35    | 159       | Meripilus giganteus         | Мерипилюс гигантский                                      |                                                        | Meripilus giganteus         | Уразливі                 | Meripilaceae       |
| 36    | 196       | Normandina pulchella        | Нормандина красивенькая                                   |                                                        | Normandina pulchella        | Рідкісні                 | Verrucariaceae     |
| 37    | 189       | Parmeliella parvula         | Пармелиелла крошечная                                     |                                                        | Parmeliella parvula         | Рідкісні                 | Pannariaceae       |
| 38    | 173       | Parmotrema arnoldii         | Пармотрема Арнольда                                       |                                                        | Parmotrema arnoldii         | Рідкісні                 | Parmeliaceae       |
| 39    | 174       | Parmotrema reticulatum      | Пармотрема сетчатая                                       |                                                        | Parmotrema reticulatum      | Рідкісні                 | Parmeliaceae       |
| 40    | 191       | Phaeophyscia erythrocardia  | Феофисциния красносердцевидная                            |                                                        | Phaeophyscia erythrocardia  | Недостатньо вивчені      | Physciaceae        |
| 41    | 192       | Phaeophyscia insignis       | Феофисциния примечательная                                |                                                        | Phaeophyscia insignis       | Недостатньо вивчені      | Physciaceae        |
| 42    | 156       | Piptoporus quercinus        | Пиптопорус дубовый, дубовая губка                         |                                                        | Piptoporus quercinus        | У критичному стані       | Fomitopsidaceae    |
| 43    | 161       | Polyporus umbellatus        | Полипорус зонтичный                                       | трутовик зонтичний, поліпіл зонтичний                  | Polyporus umbellatus        | У критичному стані       | Polyporaceae       |
| 44    | 151       | Porphyrellus porphyrosporus | Порфиреллус порфироспоровый                               | боровик пурпурово-споровий, порфірел пурпуровоспоровий | Tylopilus porphyrosporus    | Під загрозою зникнення   | Boletaceae         |
| 45    | 193       | Pyxine sorediata            | Пиксине соредиозная                                       |                                                        | Pyxine sorediata            | Уразливі                 | Caliciaceae        |
| 46    | 177       | Ramalina conduplicans       | Рамалина вдоль сложенная                                  |                                                        | Ramalina conduplicans       | Недостатньо вивчені      | Ramalinaceae       |
| 47    | 162       | Sparassis crispa            | Спарассис курчавый, грибная капуста                       | листочня кучерява, спарасис кучерявий                  | Sparassis crispa            | Рідкісні                 | Sparassidaceae     |
| 48    | 163       | Sparassis laminosa          | Спарассис пластинчатый                                    |                                                        | Sparassis laminosa          | У критичному стані       | Sparassidaceae     |
| 49    | 186       | Sticta fuliginosa           | Стикта темно-бурая                                        |                                                        | Sticta fuliginosa           | Рідкісні                 | Lobariaceae        |
| 50    | 187       | Sticta silvatica            | Стикта лесная                                             |                                                        | Sticta sylvatica            | Рідкісні                 | Lobariaceae        |
| 51    | 152       | Strobilomyces strobilaceus  | Шишкогриб хлопьеножковый                                  | шишкогриб лускатий                                     | Strobilomyces strobilaceus  | Під загрозою зникнення   | Boletaceae         |
| 52    | 194       | Tornabea scutellifera       | Торнабея щитконосная                                      |                                                        | Tornabea scutellifera       | Недостатньо вивчені      | Physciaceae        |
| 53    | 175       | Usnea articulata            | Уснея членистая                                           |                                                        | Usnea articulata            | Рідкісні                 | Parmeliaceae       |
| 54    | 176       | Usnea florida               | Уснея цветущая                                            |                                                        | Usnea florida               | Спеціально контрольовані | Parmeliaceae       |
| 55    | 147       | Xerula melanotricha         | Ксерула черноволосковая                                   |                                                        | Oudemansiella melanotricha  | У критичному стані       | Physalacriaceae    |
| 56    | 168       | Xylobolus frustulatus       | Ксилоболюс панцирный                                      |                                                        | Xylobolus frustulatus       | У критичному стані       | Stereaceae         |

## Список рослин і грибів, виключених у другому виданні з Червоної книги Адигеї
| № п/п | Назва у книзі                   | Російська назва                                             | Українська назва                                                                                                  | Валідна назва                            | Категорія в Червоній книзі 2000 | Родина          | Причина виключення |
| ----- | ------------------------------- | ----------------------------------------------------------- | --- | ---------------------------------------- | ------------------------------- | --------------- | --- |
| 1     | Polystichum lonchitis           | Многорядник копьевидный                                     | багаторядник списоподібний, багаторядник списовидний                                                              | Polystichum lonchitis                    | III                             | Dryopteridaceae | Виключений з причини відсутності в даний час реальних загроз існуванню виду |
| 2     | Rhizomatopteris montana         | Пузырник горный                                             | | Cystopteris montana                      | III                             | Woodsiaceae     | Виключений з причини відсутності в даний час реальних загроз існуванню виду |
| 3     | Rhizomatopteris sudetica        | Пузырник судетский                                          | міхурниця судетська, пухирник судетський, цистоптерис судетський                                                  | Cystopteris sudetica                     | III                             | Woodsiaceae     | Виключений з причини відсутності в даний час реальних загроз існуванню виду |
| 4     | Gymnocarpium robertianum        | Голокучник Роберта                                          | голокупник Роберта, голокучник Робертів                                                                           | Gymnocarpium robertianum                 | III                             | Woodsiaceae     | Виключений з причини відсутності в даний час реальних загроз існуванню виду |
| 5     | Blechnum spicant                | Дербянка колосистая                                         | ребрівка звичайна, блехнум колосистий                                                                             | Blechnum spicant                         | III                             | Blechnaceae     | Відсутні достовірні відомості про знаходження виду на території Республіки Адигея |
| 6     | Silene alpicola                 | Смолевка альпийская                                         | | Silene alpicola                          | III                             | Caryophyllaceae | Виключений з причини відсутності в даний час реальних загроз існуванню виду |
| 7     | Ilex stenocarpa                 | Падуб узкоплодный                                           | | Ilex stenocarpa                          | III                             | Aquifoliaceae   | Згідно з останніми даними (Зернов, 2006) даний вид розглядається у складі виду Ilex colchica Pojark., який розуміється ширше |
| 8     | Ulmus glabra                    | Ильм, Вяз шершавый                                          | в'яз шорсткий, в'яз гірський, ільма                                                                               | Ulmus glabra                             | II                              | Ulmaceae        | Виключений з причини відсутності в даний час реальних загроз існуванню виду |
| 9     | Ulmus laevis                    | Вяз гладкий, Вяз обыкновенный                               | в'яз гладкий | Ulmus laevis                             | II                              | Ulmaceae        | Виключений з причини відсутності в даний час реальних загроз існуванню виду |
| 10    | Ulmus minor                     | Ильм маленький (граболистный)                               | берест, в'яз граболистий, в'яз звичайний                                                                          | Ulmus minor                              | I                               | Ulmaceae        | Виключений з причини відсутності в даний час реальних загроз існуванню виду |
| 11    | Euphorbia petrophila            | Молочай скалолюбивый                                        | молочай скелелюбний, молочай скельний                                                                             | Euphorbia petrophila                     | III                             | Euphorbiaceae   | Виключений з причини відсутності в даний час реальних загроз існуванню виду |
| 12    | Euphorbia scripta               | Молочай исписанный                                          | | Euphorbia scripta                        | III                             | Euphorbiaceae   | Місцезнаходження знаходиться за межами Адигеї |
| 13    | Helleborus caucasicus           | Морозник кавказский                                         | | Helleborus orientalis                    | II                              | Ranunculaceae   | Виключений з причини відсутності в даний час реальних загроз існуванню виду |
| 14    | Neurottropis orbiculata         | Ярутка округлая                                             | | Thlaspi orbiculatum                      | III                             | Brassicaceae    | Вид відомий для Республіки Адигея за єдиним зразком 1928 року з гори Нагой-Чук. Знаходження виду більш не підтверджено. За А. А. Гроссгеймом (1949), вид характерний для середньо пояса Центрального Закавказзя. Мабуть, до Адигеї вид потрапив з худобою із Закавказзя |
| 15    | Campanula anomala               | Колокольчик необычный                                       | | Campanula anomala                        | I                               | Campanulaceae   | Включено до переліку видів тварин, рослин і грибів, які потребують особливої уваги до їхнього стану в природному середовищі Республіки Адигея |
| 16    | Saxifraga colchica              | Камнеломка колхидская                                       | | Saxifraga colchica                       | II                              | Saxifragaceae   | Включено до переліку видів тварин, рослин і грибів, які потребують особливої уваги до їхнього стану в природному середовищі Республіки Адигея |
| 17    | Rubus candicans                 | Ежевика белесоватая                                         | ожина біляста, ожина білява                                                                                       | Rubus candicans                          | III                             | Rosaceae        | Таксон є молодшим синонімом Rubus ibericus Juz |
| 18    | Rubus caucasicus                | Ежевика кавказская                                          | | Rubus caucasicus                         | III                             | Rosaceae        | Звичайний широко поширений вид, що росте по всьому лісовому поясу |
| 19    | Sorbus albovii                  | Рябина Альбова                                              | | Sorbus albovii                           | III                             | Rosaceae        | Є молодшим синонімом поліморфного виду Sorbus subfuska (Ledeb.) Boiss. (Габрієлян, 1978) |
| 20    | Sorbus fedorovii                | Рябина Федорова                                             | | Sorbus fedorovii                         | III                             | Rosaceae        | Є молодшим синонімом поліморфного виду Sorbus subfuska (Ledeb.) Boiss. (Габрієлян, 1978) |
| 21    | Lathyrus pannonicus             | Чина венгерская (Сочевичник)                                | горошок паннонський, горошок угорський, чина паннонська, горошок польовий                                         | Lathyrus pannonicus                      | IV                              | Fabaceae        | Звичайний вид, спеціальних заходів охорони не потрібно |
| 22    | Vicia crocea                    | Горошек оранжевый                                           | | Vicia crocea                             | III                             | Fabaceae        | Виключений з причини відсутності в даний час реальних загроз існуванню виду |
| 23    | Vicia serratifolia              | Вика зубчатолистная                                         | | Vicia serratifolia                       | IV                              | Fabaceae        | Звичайний вид, спеціальних заходів охорони не потрібно |
| 24    | Asprula abchasica               | Ясменник абхазский                                          | | Asperula abchasica                       | III                             | Rubiaceae       | Виключений з причини відсутності в даний час реальних загроз існуванню виду |
| 25    | Galium calcareum                | Подмаренник известняковый                                   | підмаренник вапняковий                                                                                            | Galium mollugo                           | III                             | Rubiaceae       | Відповідно до сучасної номенклатурі, відноситься до Galium mollugo L., який нерідкісний на території Республіки Адигея |
| 26    | Galeopsis ladanum               | Пикульник ладанниковый                                      | жабрій польовий, жабрій ладанний, жебрій польовий, зябрій полевий                                                 | Galeopsis ladanum                        | III                             | Lamiaceae       | Звичайний вид, спеціальних заходів охорони не потрібно |
| 27    | Valeriana officinalis           | Валериана лекарственная                                     | валер'яна лікарська                                                                                               | Valeriana officinalis                    | III                             | Caprifoliaceae  | Виключений з причини відсутності в даний час реальних загроз існуванню виду |
| 28    | Cinna latifolia                 | Цинна широколистная                                         | | Cinna latifolia                          | II                              | Poaceae         | Виключений з причини відсутності в даний час реальних загроз існуванню виду |
| 29    | Glyceria lithuanica             | Манник литовский                                            | | Glyceria lithuanica                      | II                              | Poaceae         | Виключений з причини відсутності в даний час реальних загроз існуванню виду |
| 30    | Hordelymus europaeus            | Хордэлимус европейский                                      | ячмінка лісова, горделімус європейський, колосняк лісовий, ячмінь європейський                                    | Hordelymus europaeus                     | II                              | Poaceae         | Виключений з причини відсутності в даний час реальних загроз існуванню виду |
| 31    | Convallaria transcaucasica      | Ландыш закавказский                                         | | Convallaria majalis var. transcaucasica  | II                              | Asparagaceae    | Сучасний стан виду не вимагає спеціальних заходів охорони |
| 32    | Crocus scharojanii              | Шафран Шарояна                                              | | Crocus scharojanii                       | IV                              | Iridaceae       | Звичайний вид, спеціальних заходів охорони не потрібно |
| 33    | Ornithogalum arcuatum           | Птицемлечник дугообразный (дуговидный)                      | | Ornithogalum arcuatum                    | II                              | Asparagaceae    | Звичайний вид, спеціальних заходів охорони не потрібно |
| 34    | Scilla autumnalis               | Пролеска осенняя                                            | проліски осінні, проліска осіння                                                                                  | Scilla autumnalis                        | IV                              | Asparagaceae    | Звичайний вид, спеціальних заходів охорони не потрібно |
| 35    | Traunsteinera globosa           | Траунштейнера шаровидная                                    | кулезозулинець кулястий, зазулинець круглоцвітий, зазулинець кулистий, зозулинець кулястий, траунштейнера куляста | Traunsteinera globosa                    | III                             | Orchidaceae     | Достовірних даних про знаходження виду на території Республіки Адигея немає |
| 36    | Amanita caesarea                | Цезарский гриб, Мухомор цезарский                           | мухомор Цезаря | Amanita caesarea                         | III                             | Amanitaceae     | Достовірних даних про знаходження виду на території Республіки Адигея немає |
| 37    | Leucoagaricus nympharum         | Гриб-зонтик девичий                                         | білопечериця дівоча, гриб-зонтик дівочий                                                                          | Leucoagaricus nympharum                  | III                             | Agaricaceae     | Достовірних даних про знаходження виду на території Республіки Адигея немає |
| 38    | Hericium alpestre f. caput-ursi | Ежевик горный «медвежья голова»                             | | Hericium coralloides                     | III                             | Hericiaceae     | Виключений як сумнівний таксон |
| 39    | Clathrus ruber                  | Решеточник красный                                          | решіточник червоний                                                                                               | Clathrus ruber                           | III                             | Phallaceae      | Достовірних даних про знаходження виду на території Республіки Адигея немає |
| 40    | Dictyophora duplicata           | Сетконоска сдвоенная                                        | | Dictyophora duplicata                    | III                             | Phallaceae      | Достовірних даних про знаходження виду на території Республіки Адигея немає |
| 41    | Pseudocolus fusiformis          | Цветохвостник веретеновидный, Псевдоколус веретеновидный    | кальмарник веретеноподібний                                                                                       | Pseudocolus fusiformis                   | III                             | Phallaceae      | Достовірних даних про знаходження виду на території Республіки Адигея немає |
| 42    | Tuber aestivum                  | Трюфель летний, русский черный трюфель, бургундский трюфель | зем'яне серце, трюфель їстівний                                                                                   | Tuber aestivum                           | III                             | Tuberaceae      | Достовірних даних про знаходження виду на території Республіки Адигея немає |
| 43    | Arthothelium ruanum             | Артотелиум рассеянный                                       | | Arthothelium ruanum                      | III                             | Arthoniaceae    | Звичайний вид на території Республіки Адигея. В даний час відноситься до виду Arthonia ruana A.Massa |
| 44    | Opegrapha atra                  | Опеграфа черная                                             | | Opegrapha atra                           | III                             | Roccellaceae    | Достовірних даних про знаходження виду на території Республіки Адигея немає. Відповідно до сучасної номенклатури відноситься до виду Arthonia atra (Pers) A.Schneid |
| 45    | Chaenothecopsis viridialba      | Хенотекопсис зеленовато-белый                               | | Chaenothecopsis viridialba               | III                             | Mycocaliciaceae | У Червоній книзі Республіки Адигея (2000) зазначено, що вид не відомий на території Республіки Адигея. В даний час вид виявлений, але не є рідкісним |
| 46    | Calicium viride                 | Калициум зеленый                                            | | Calicium viride                          | III                             | Caliciaceae     | У Червоній книзі Республіки Адигея (2000) зазначено, що вид не відомий на території Республіки Адигея. В даний час вид виявлений, але не є рідкісним |
| 47    | Lecanora mughicola              | Леканора горнососновая                                      | III | Lecanora mughicola                       | III                             | Lecanoraceae    | Звичайний вид на території Республіки Адигея |
| 48    | Bryoria jubata                  | Бриория гривастая                                           | | Bryoria jubata                           | III                             | Parmeliaceae    | Масовий вид на території Республіки Адигея. Відповідно до сучасної номенклатури, відноситься до Bryoria fuscescens (Gyeln.) Brodo & D.Hawksw |
| 49    | Melanelia fuliginosa            | Меланелия буро-черная                                       | | Melanelixia fuliginosa subsp. fuliginosa | III                             | Parmeliaceae    | Масовий вид на території Республіки Адигея. Відповідно до сучасної номенклатурі, відноситься до Melanelixia fuliginosa (Fr. ex Duby) O.Blanco et al |
| 50    | Usnea distincta                 | Уснея заметная                                              | | Usnea glabrescens                        | III                             | Parmeliaceae    | Частий вид на території Республіки Адигея. В даний час відноситься до виду Usnea glabrescens (Nyl. ex Vain.) Vain |
| 51    | Ramalina asahinana              | Рамалина Асахины                                            | | Ramalina asahinana                       | III                             | Ramalinaceae    | У Червоній книзі Республіки Адигея (2000) вказана помилкова назва (Ramalina asahina Zahlbr.) і зазначено, що не відомий на території Республіки Адигея. В даний час вид виявлений, є масовим                                                                            |
| 52    | Ramalina evernioides            | Рамалина эверниевидная                                      | | Ramalina evernioides                     | III                             | Ramalinaceae    | Опис, наведений в Червоній книзі Республіки Адигея (2000), не належить до цього виду. Вид відсутній на території Республіки Адигея, на Кавказі і в Росії |
| 53    | Ramalina fraxinea               | Рамалина ясеневая                                           | | Ramalina fraxinea                        | III                             | Ramalinaceae    | Масовий вид на території Республіки Адигея |
| 54    | Lobaria orientalis              | Лобария восточная                                           | | Lobaria orientalis                       | III                             | Lobariaceae     | Опис, наведений в Червоній книзі Республіки Адигея (2000), не належить до цього виду. Відсутній в Адигеї і на Кавказі (помилкове визначення) |
| 55    | Pertusaria pseudophlyctis       | Пертузария ложнофлектистовая                                | | Pertusaria pseudophlyctis                | III                             | Pertusariaceae  | Невідомий на території Республіки Адигея |
| 56    | Pertusaria sommerfeltii         | Пертузария Зоммерфельда                                     | | Pertusaria sommerfeltii                  | III                             | Pertusariaceae  | Звичайний вид на території Республіки Адигея |
| 57    | Chaenotheca brachypoda          | Хенотека коротконожковая                                    | | Chaenotheca brachypoda                   | III                             | Coniocybaceae   | Звичайний вид на території Республіки Адигея |
| 58    | Chaenotheca cinerea             | Хенотека сизая, Хенотека серая (хенотека сероватая)         | | Chaenotheca cinerea                      | III                             | Coniocybaceae   | У Червоній книзі Республіки Адигея (2000) зазначено, що не відомий на території Республіки Адигея. В даний час вид виявлений, але не є рідкісним |